# Đường mòn của tổ chim đại bàng

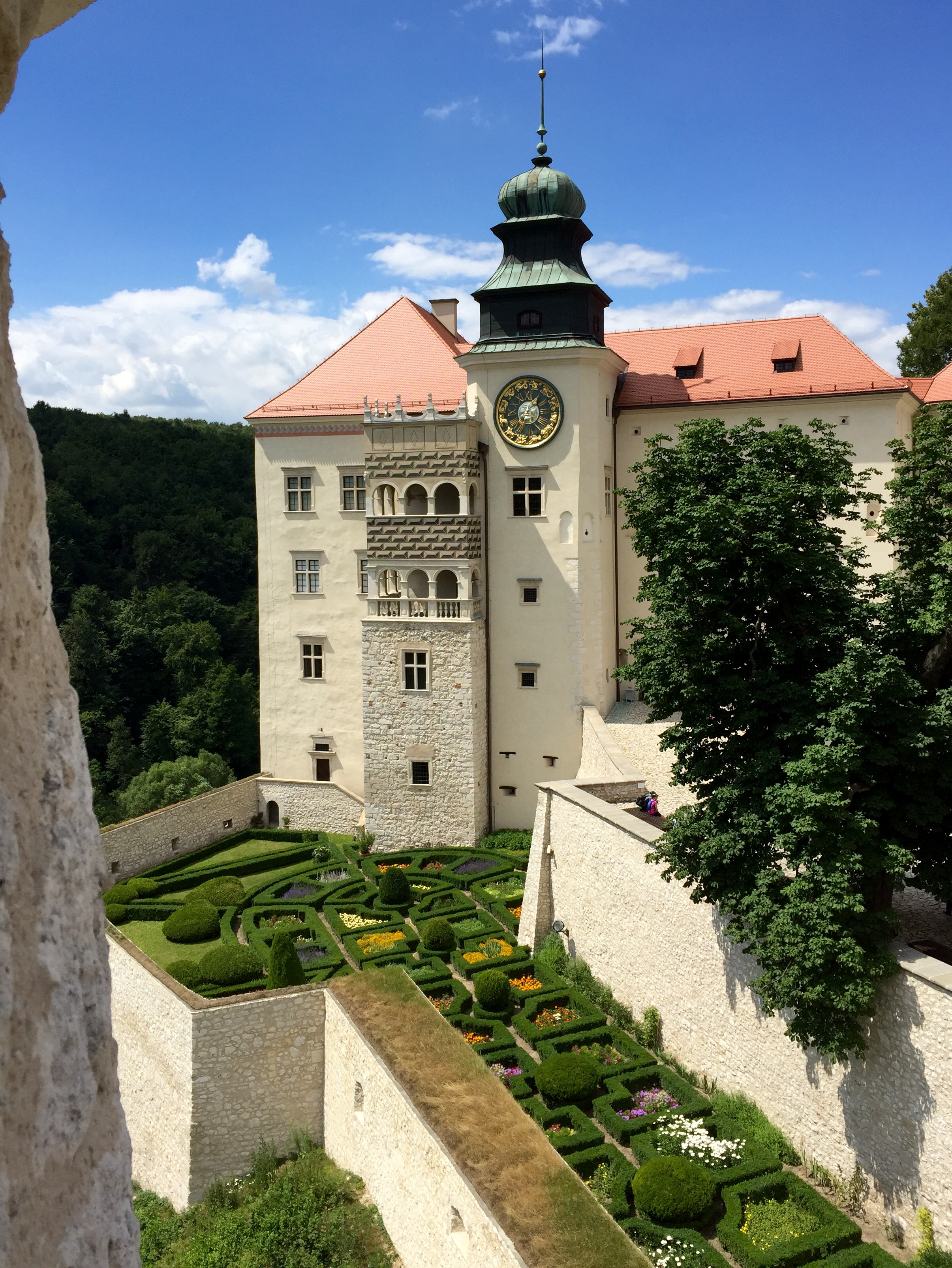
Lâu đài ở Pieskowa Skala trên Đường mòn được đánh dấu của Tổ chim đại bàng

Đường mòn của tổ chim đại bàng (tiếng Anh: Trail of the Eagle's Nests, tiếng Ba Lan: Szlak Orlich Gniazd) phía tây nam Ba Lan, là một con đường được đánh dấu dọc theo một chuỗi gồm 25 lâu đài thời trung cổ giữa Częstochowa và Kraków. Đường mòn của tổ chim đại bàng lần đầu tiên được đánh dấu bởi Kazimierz Sosnowski. Từ năm 1980, phần lớn diện tích đã được chỉ định là khu vực được bảo vệ được gọi là Công viên cảnh quan Tổ chim đại bàng (tiếng Ba Lan: Park Krajobrazowy Orlich Gniazd).
Các lâu đài có niên đại chủ yếu từ thế kỷ 14, và được xây dựng có lẽ theo lệnh của vua Ba Lan Casimir Đại đế.  Đường mòn đã được đặt tên là "Tổ chim đại bàng", bởi vì hầu hết các lâu đài lớn tọa lạc ở đây, đá cao của vùng cao Ba Lan Jura gồm nhiều vách đá vôi, đồi sót và thung lũng bên dưới. Chúng được xây dựng dọc theo biên giới thế kỷ 14 của Lesser Poland với tỉnh Silesia, thời đó thuộc về Vương quốc Bohemia.
Đường mòn của tổ chim đại bàng được coi là một trong những con đường du lịch tốt nhất ở Ba Lan, được đánh dấu là số 1 trong danh sách chính thức các con đường mòn phổ biến nhất trong cả nước. Nó bao gồm tất cả 25 lâu đài và tháp canh, dài 163 kilômét (101 dặm) (đường mòn xe đạp dài 188 km (117 mi)). Hầu hết các địa điểm cũng có thể đến được bằng xe buýt.

## Lâu đài của tổ chim đại bàng
Lâu đài của tổ chim đại bàng (tiếng Ba Lan: Orle Gniazda), nhiều trong số chúng chỉ tồn tại dưới dạng tàn tích đẹp như tranh vẽ, nằm cao trên những tảng đá cao nhất giữa Częstochowa và thủ đô Kraków của Ba Lan trước đây. Các lâu đài được xây dựng để bảo vệ Kraków cũng như các tuyến giao dịch quan trọng chống lại những kẻ xâm lược nước ngoài. Sau đó, các lâu đài được chuyển vào tay của nhiều gia đình quý tộc Ba Lan. 

## Thư viện ảnh

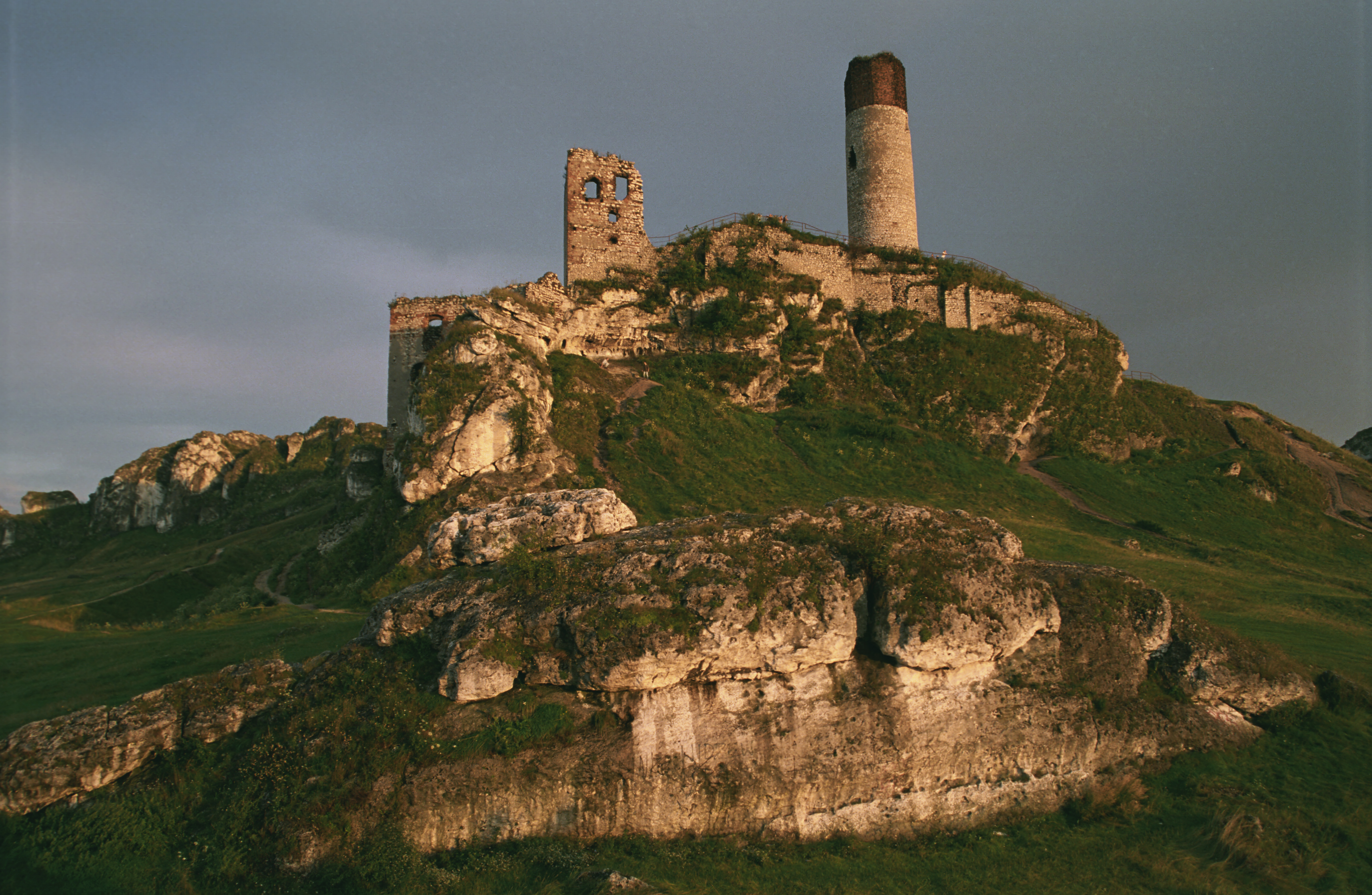
Lâu đài Olsztyn
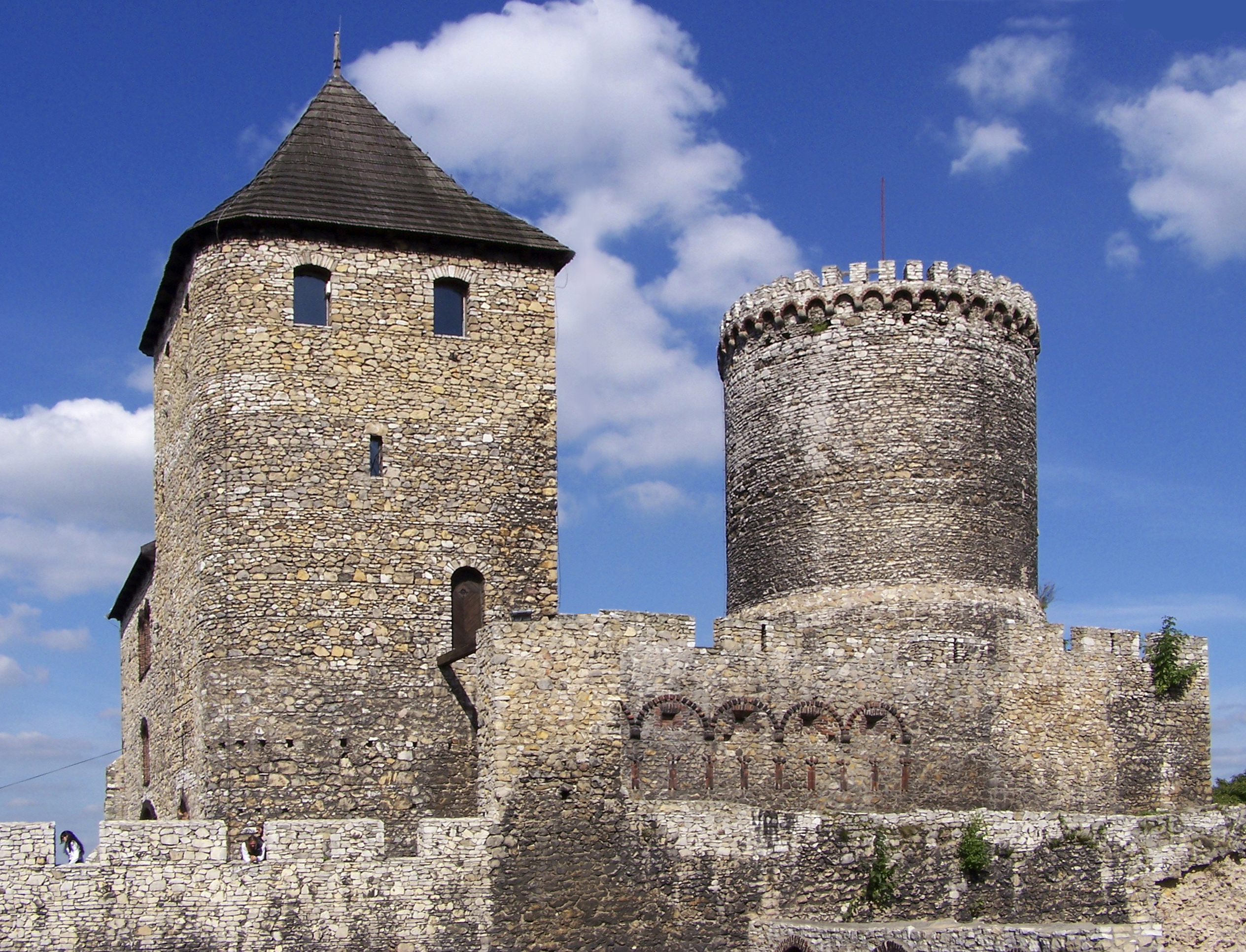
Lâu đài Będzin
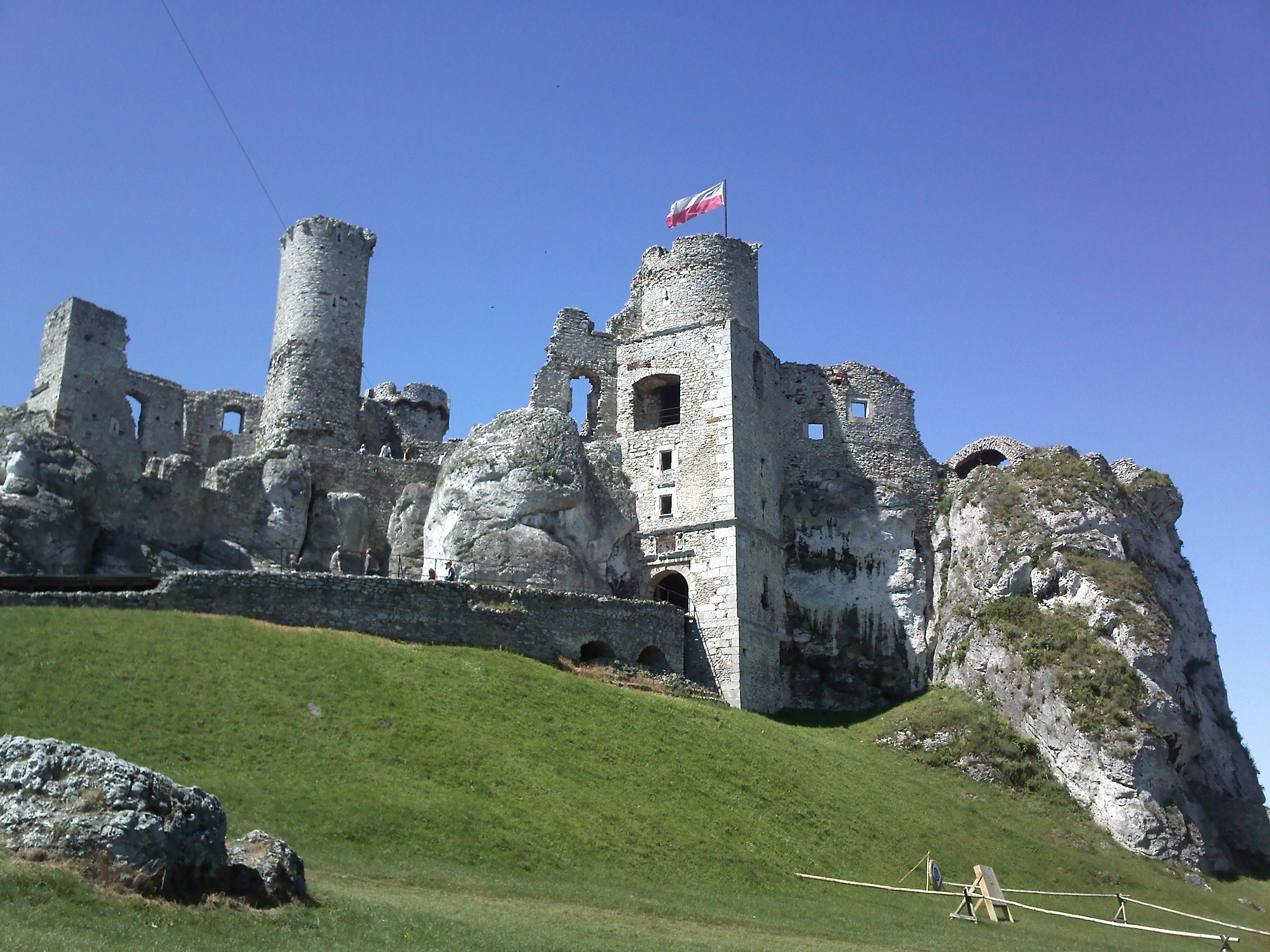
Lâu đài Ogrodzieniec
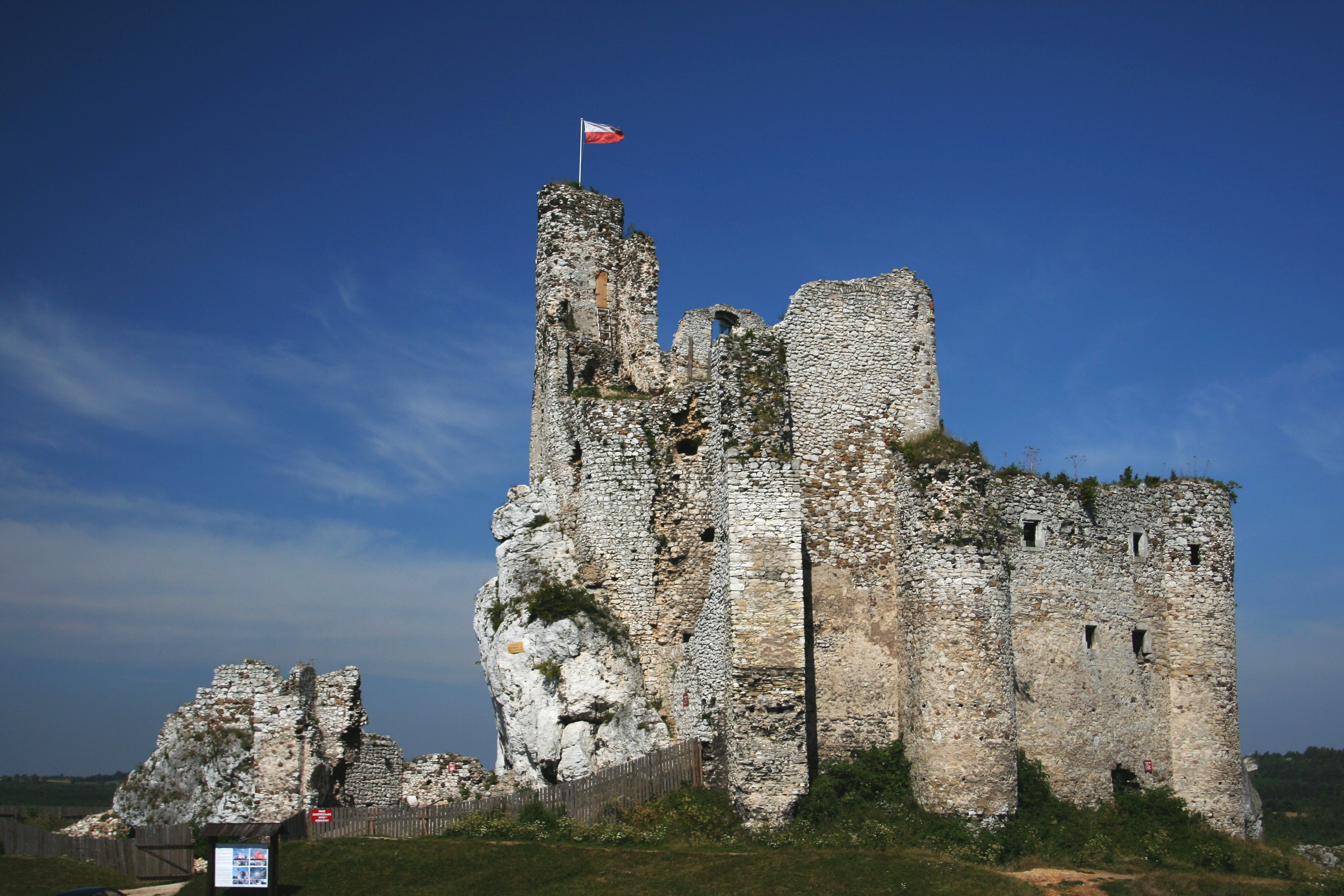
Lâu đài Mirów
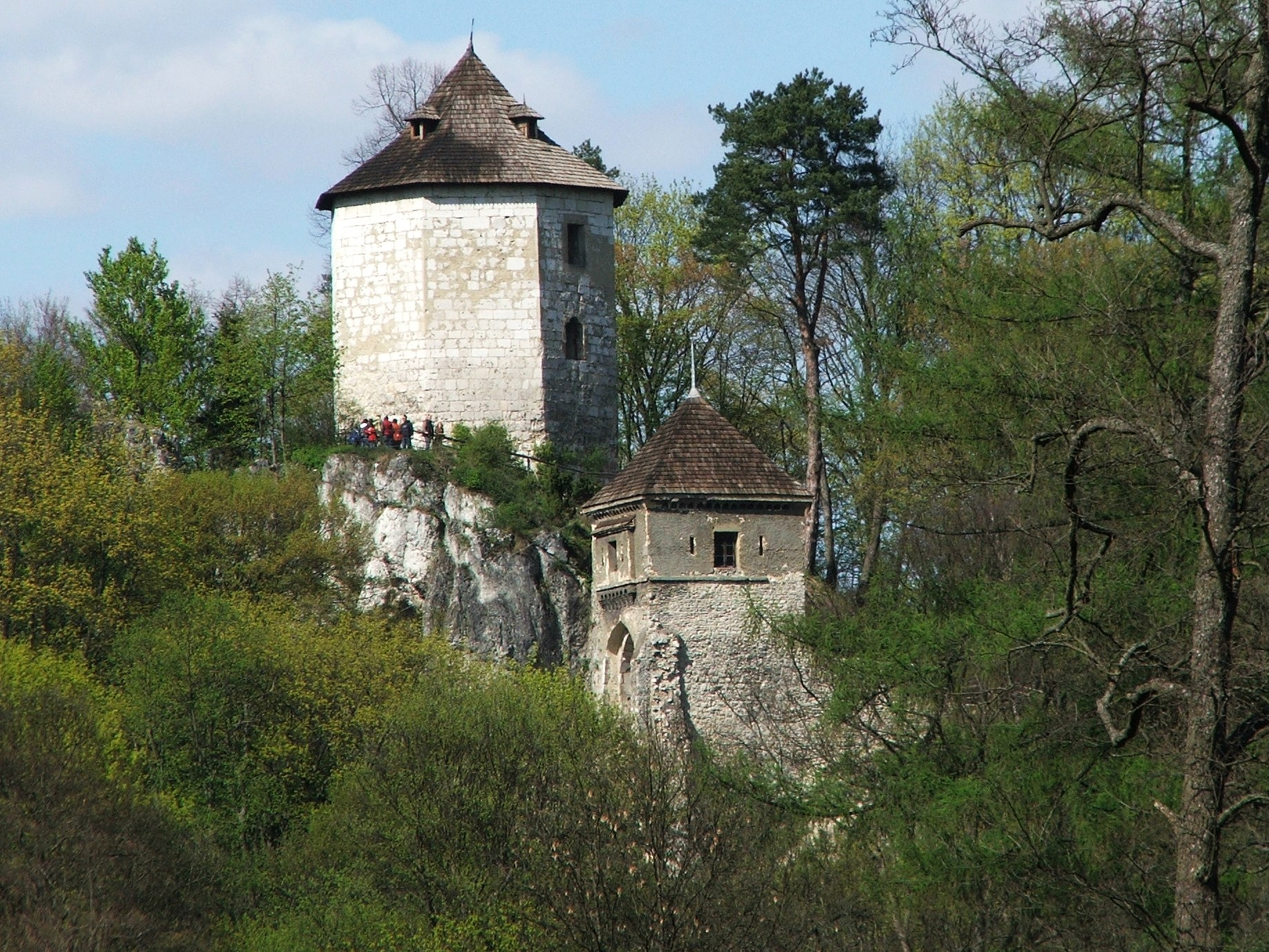
Lâu đài Ojców
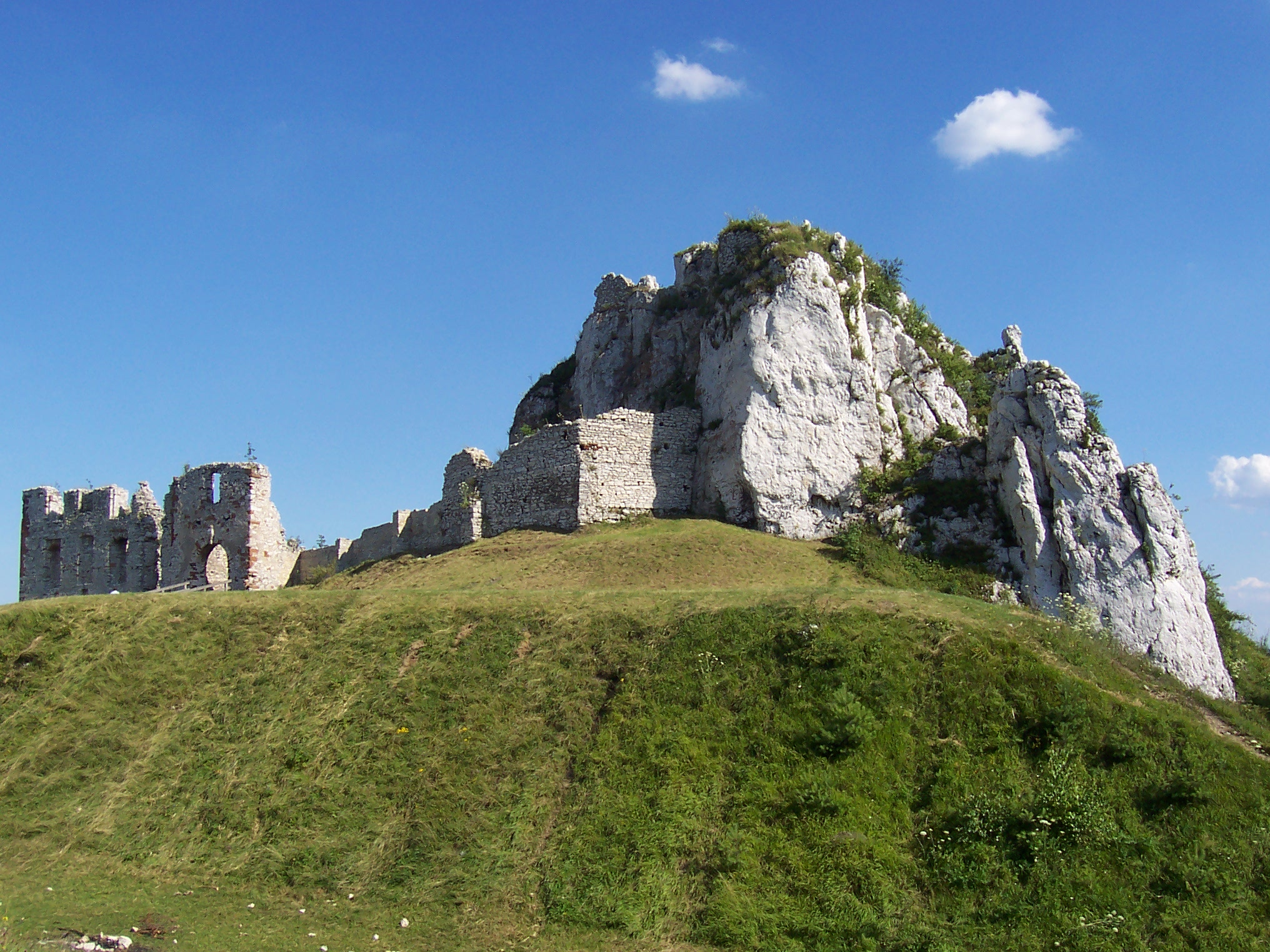
Lâu đài Rabsztyn
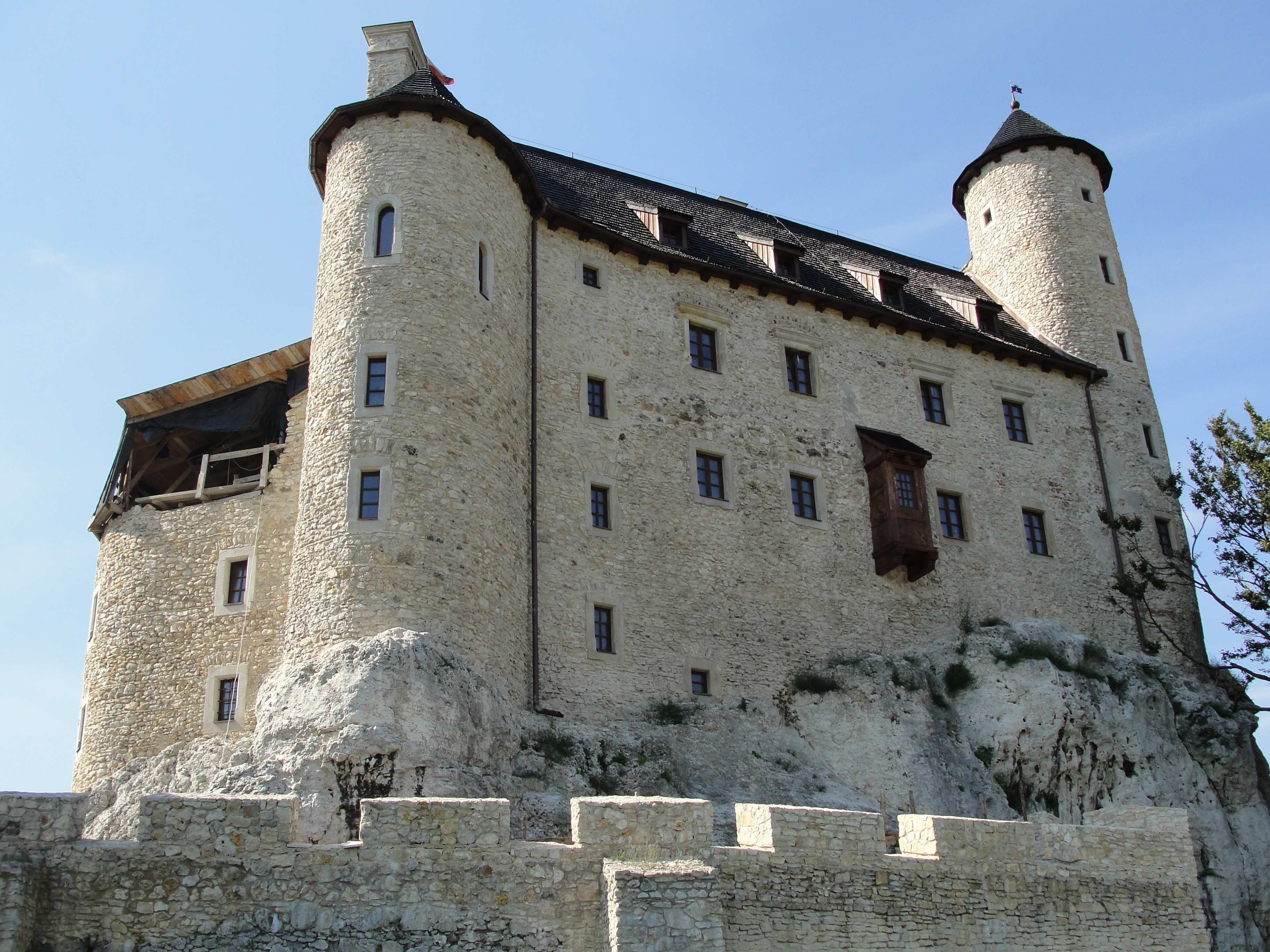
Lâu đài Bobolice
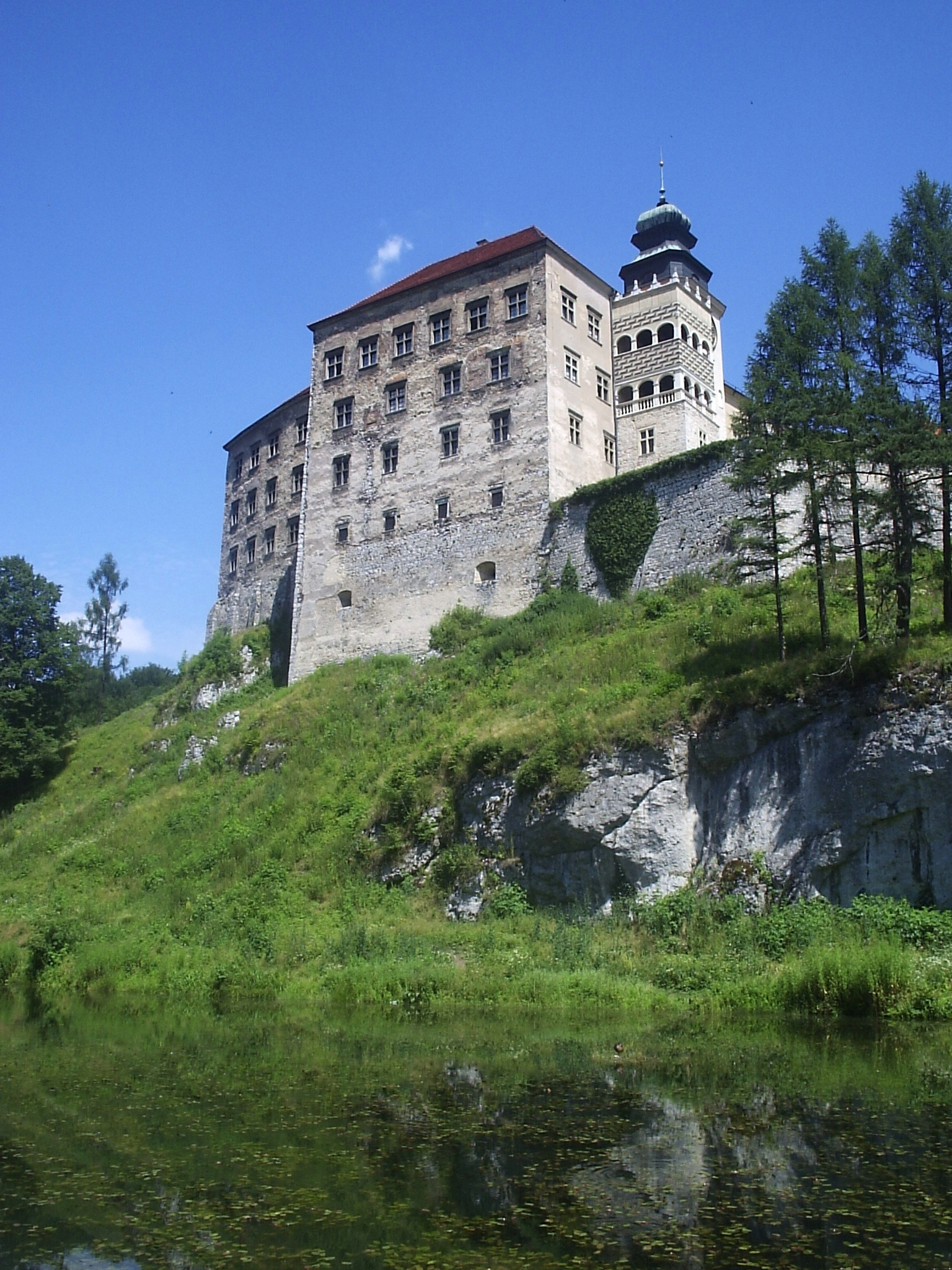
Lâu đài Pieskowa Skała
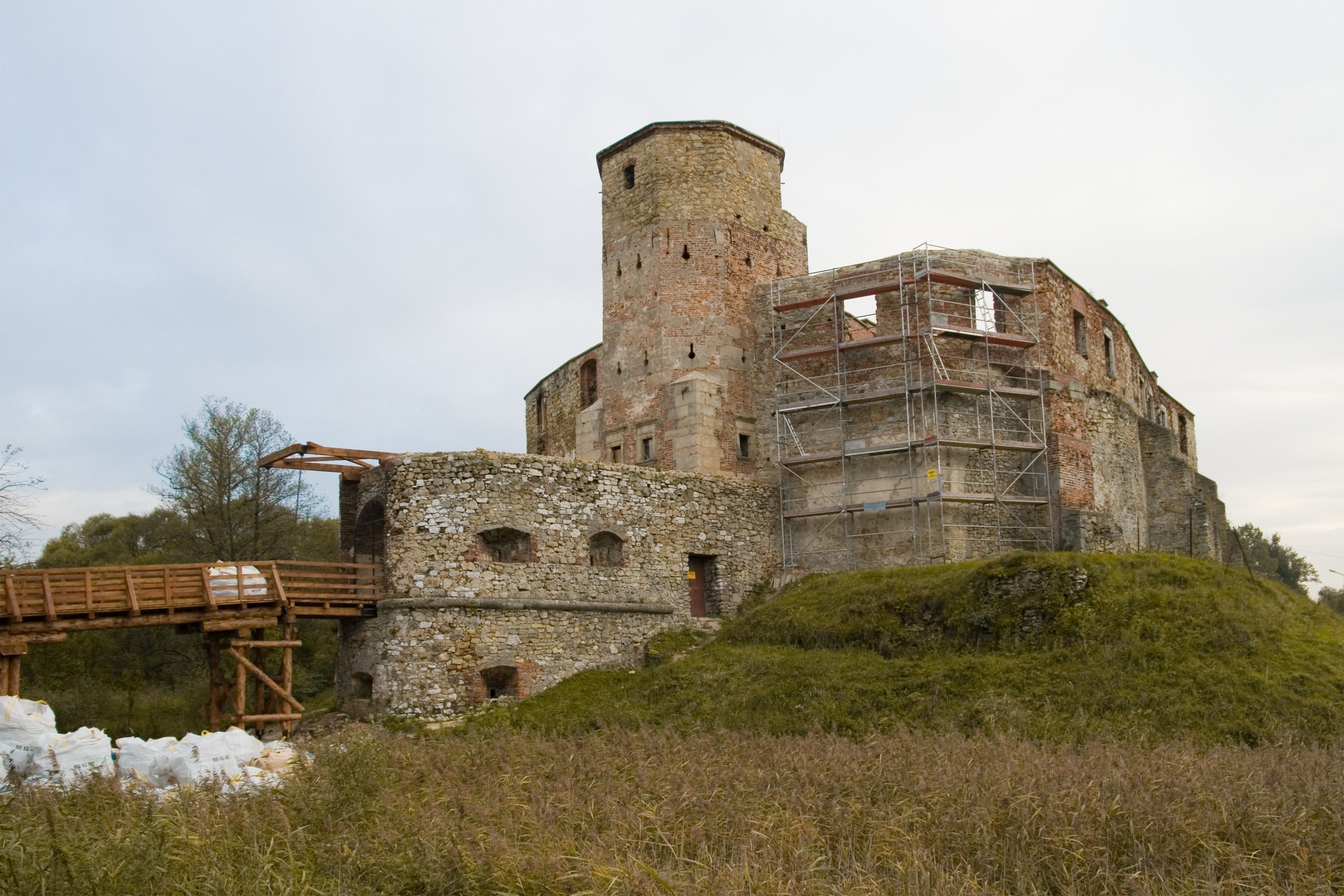
Lâu đài Siewierz
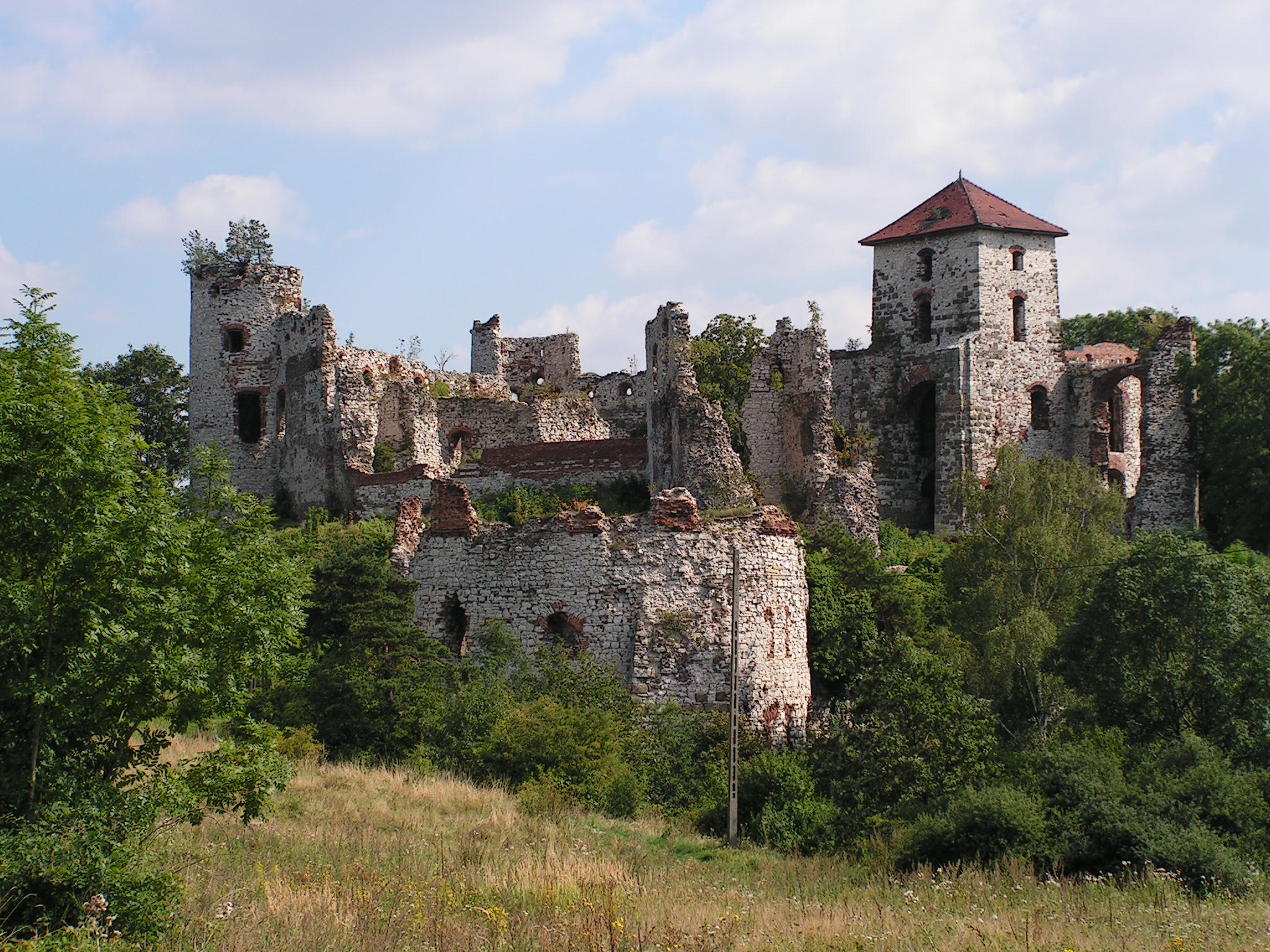
Lâu đài Tenczyn
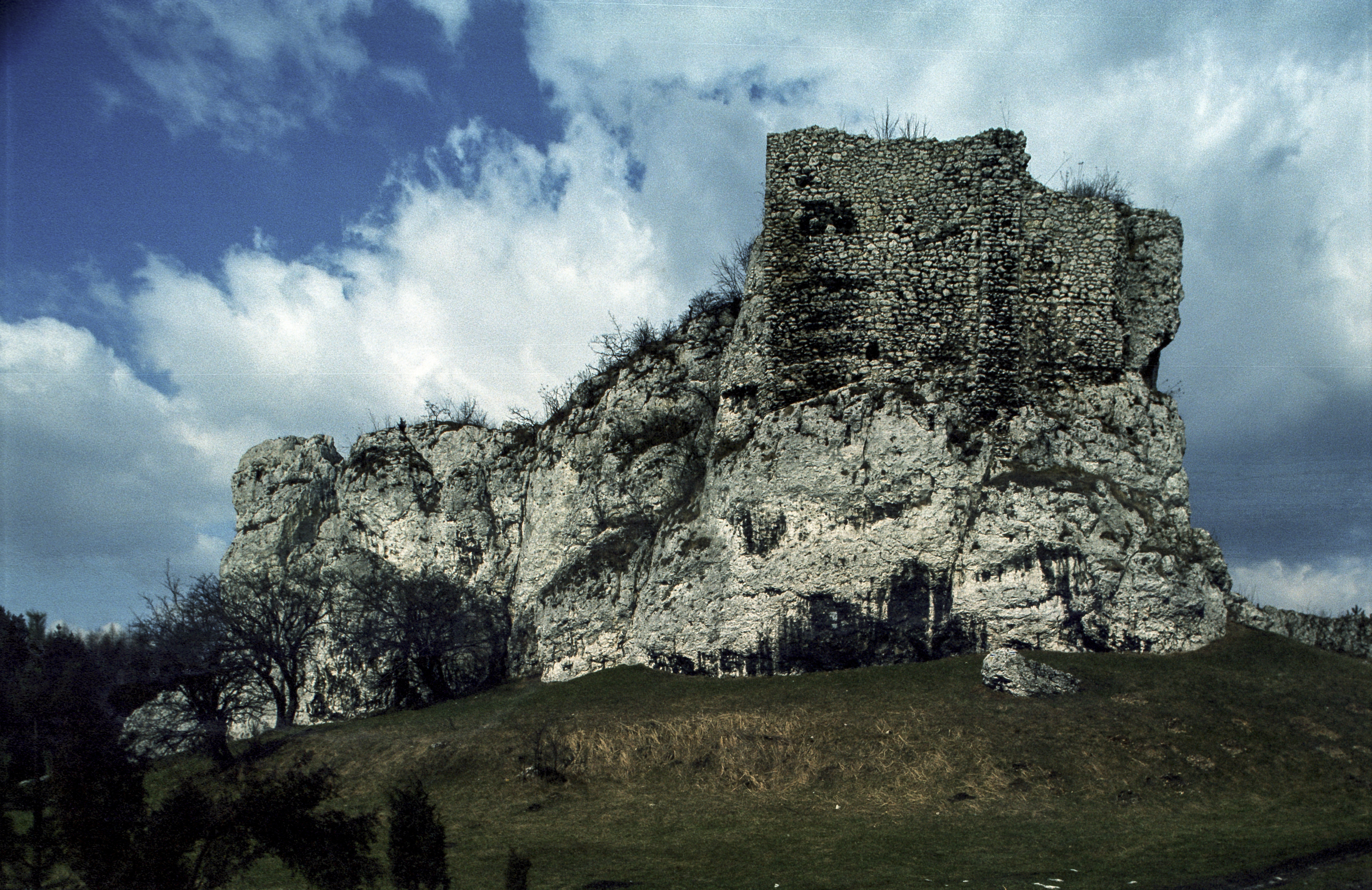
Lâu đài Przewodziszowice
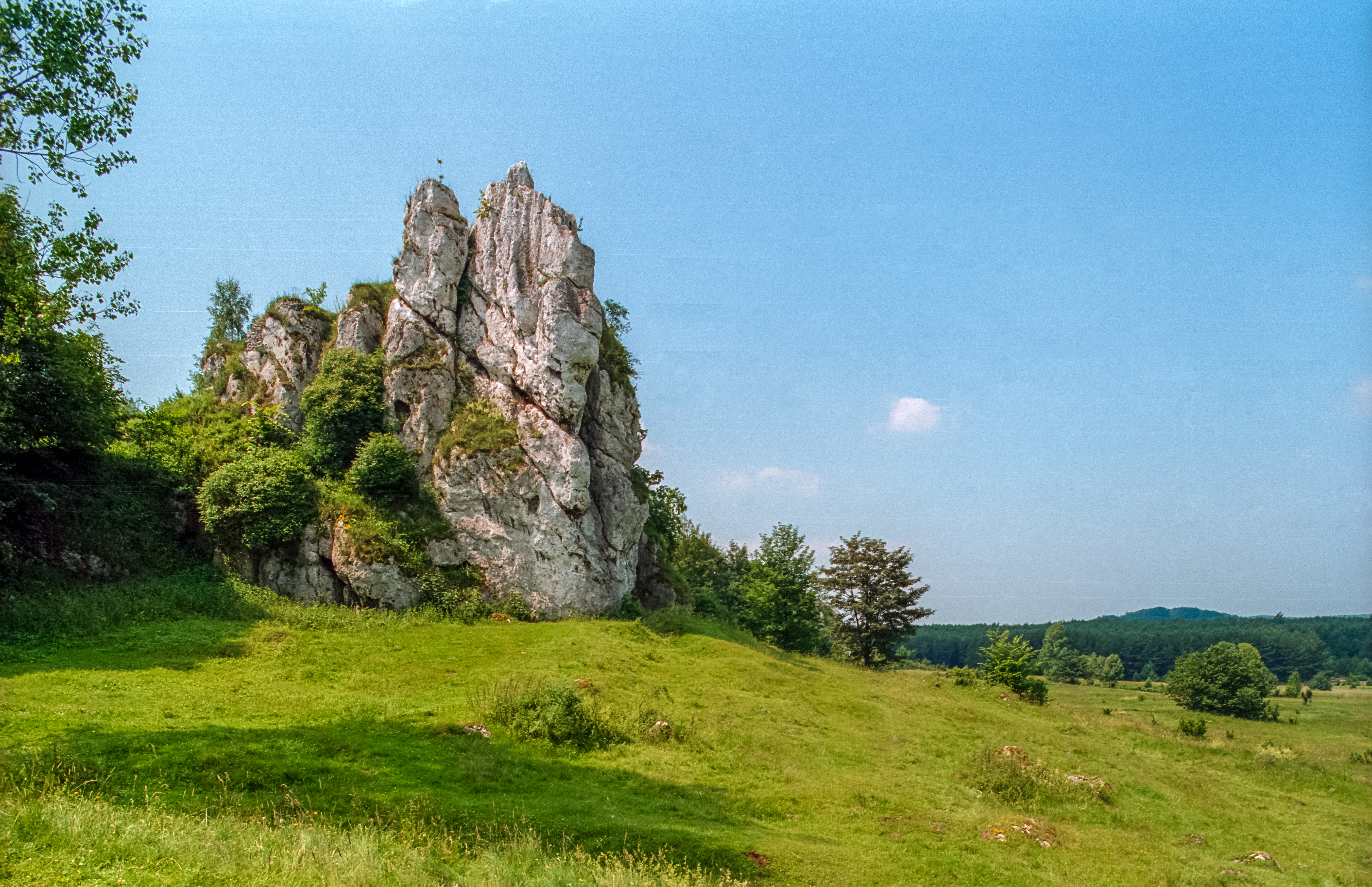
Lâu đài Łutowiec
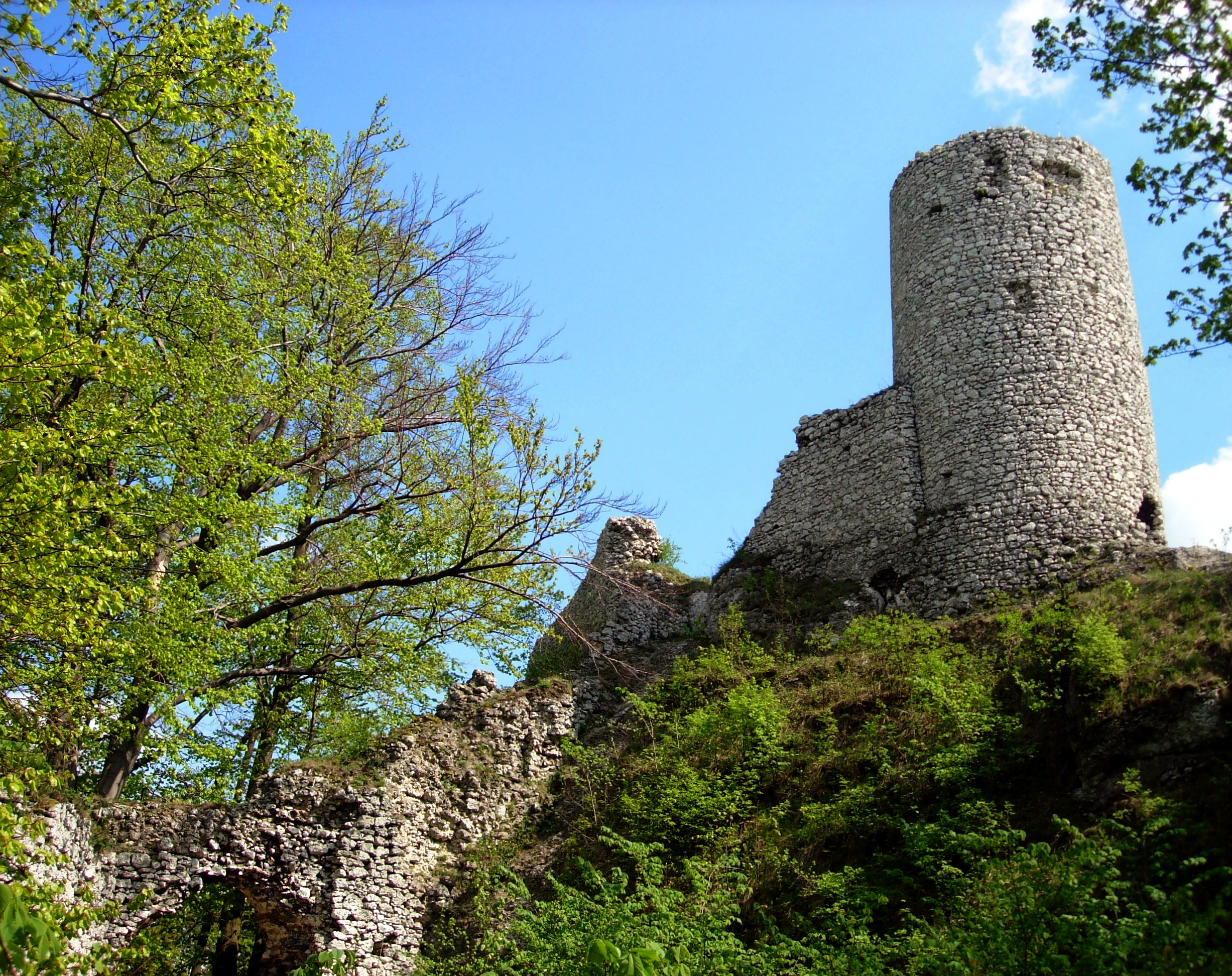
Lâu đài Smoleń
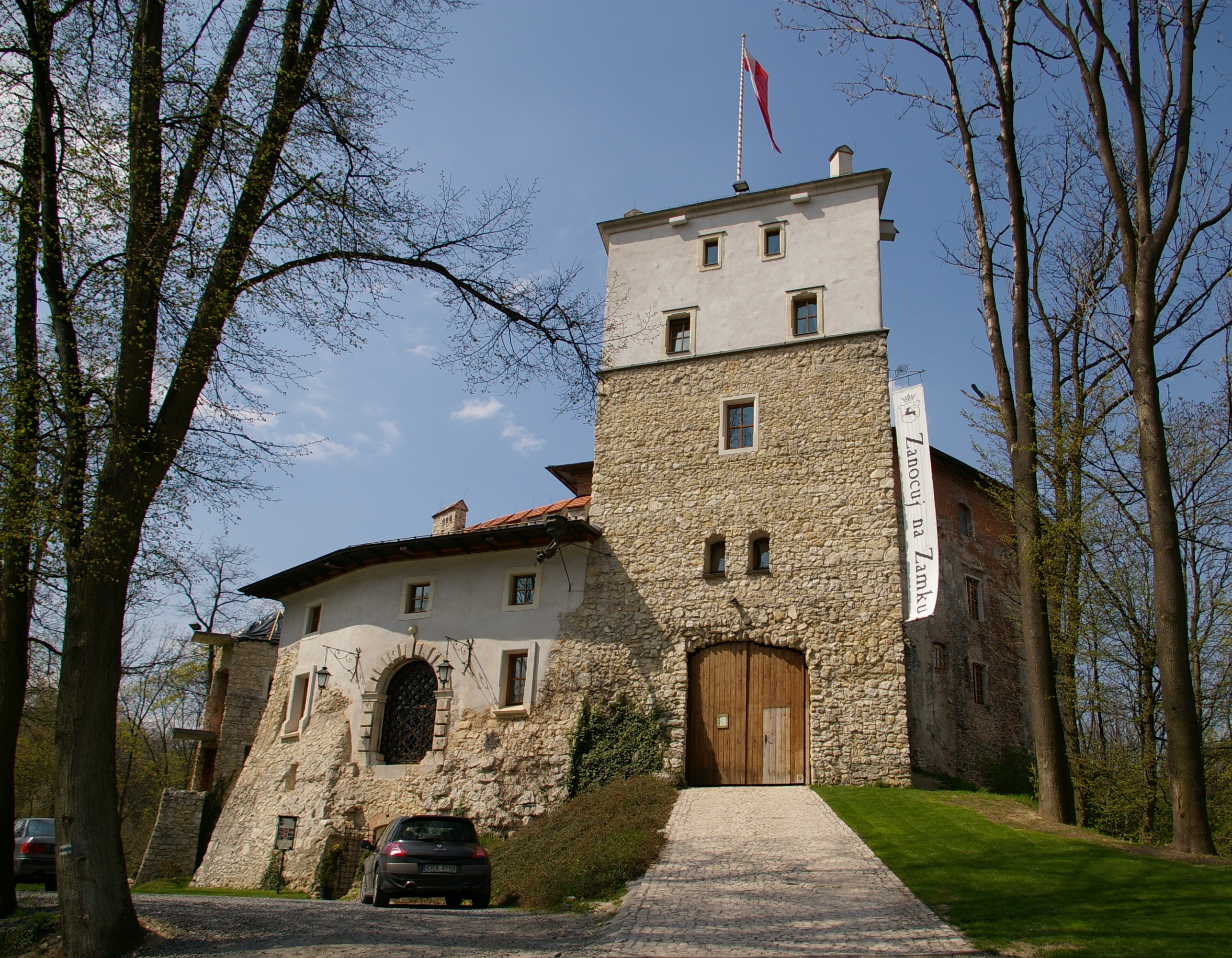
Lâu đài Korzkiew
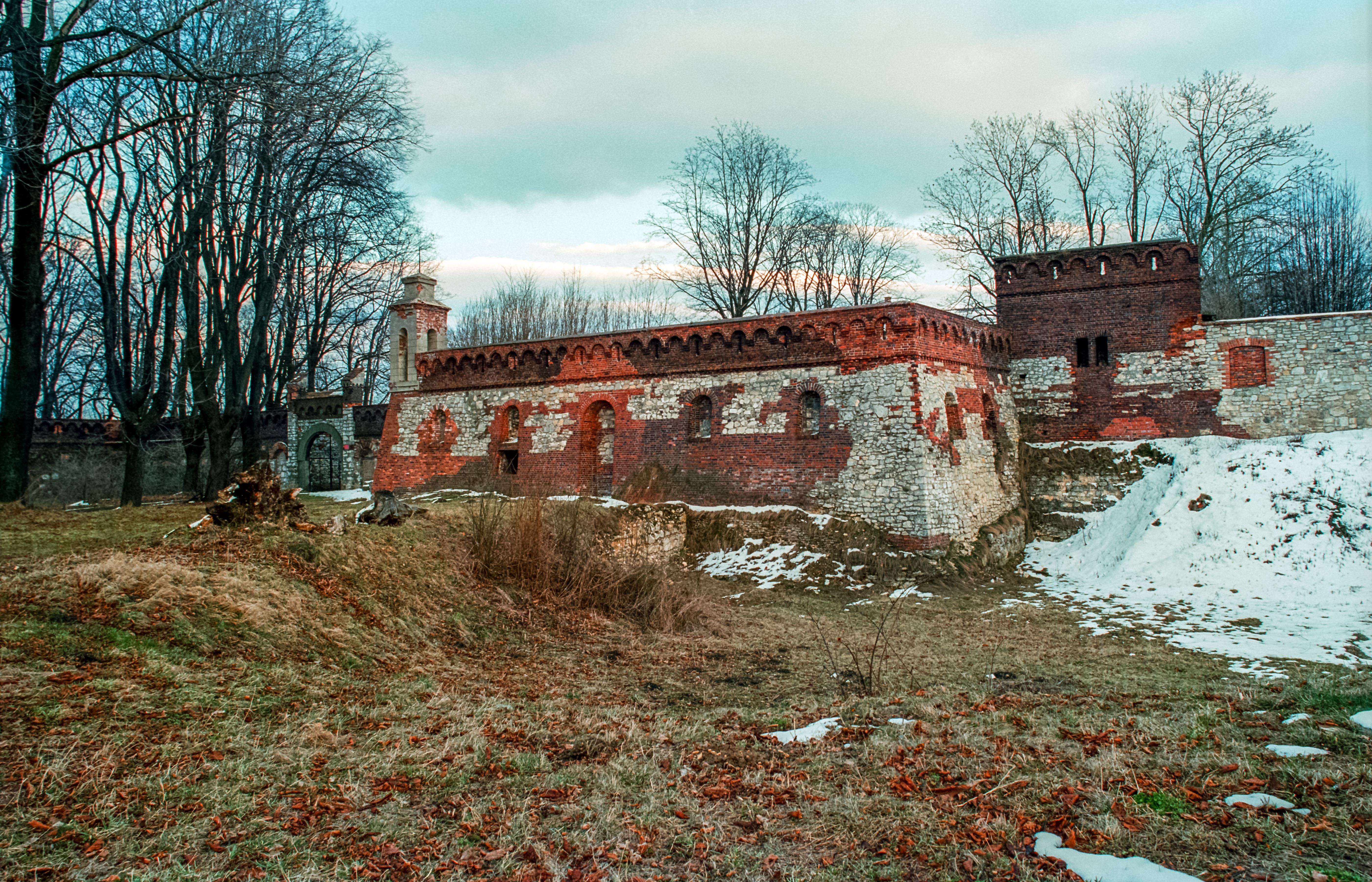
Lâu đài Pilica
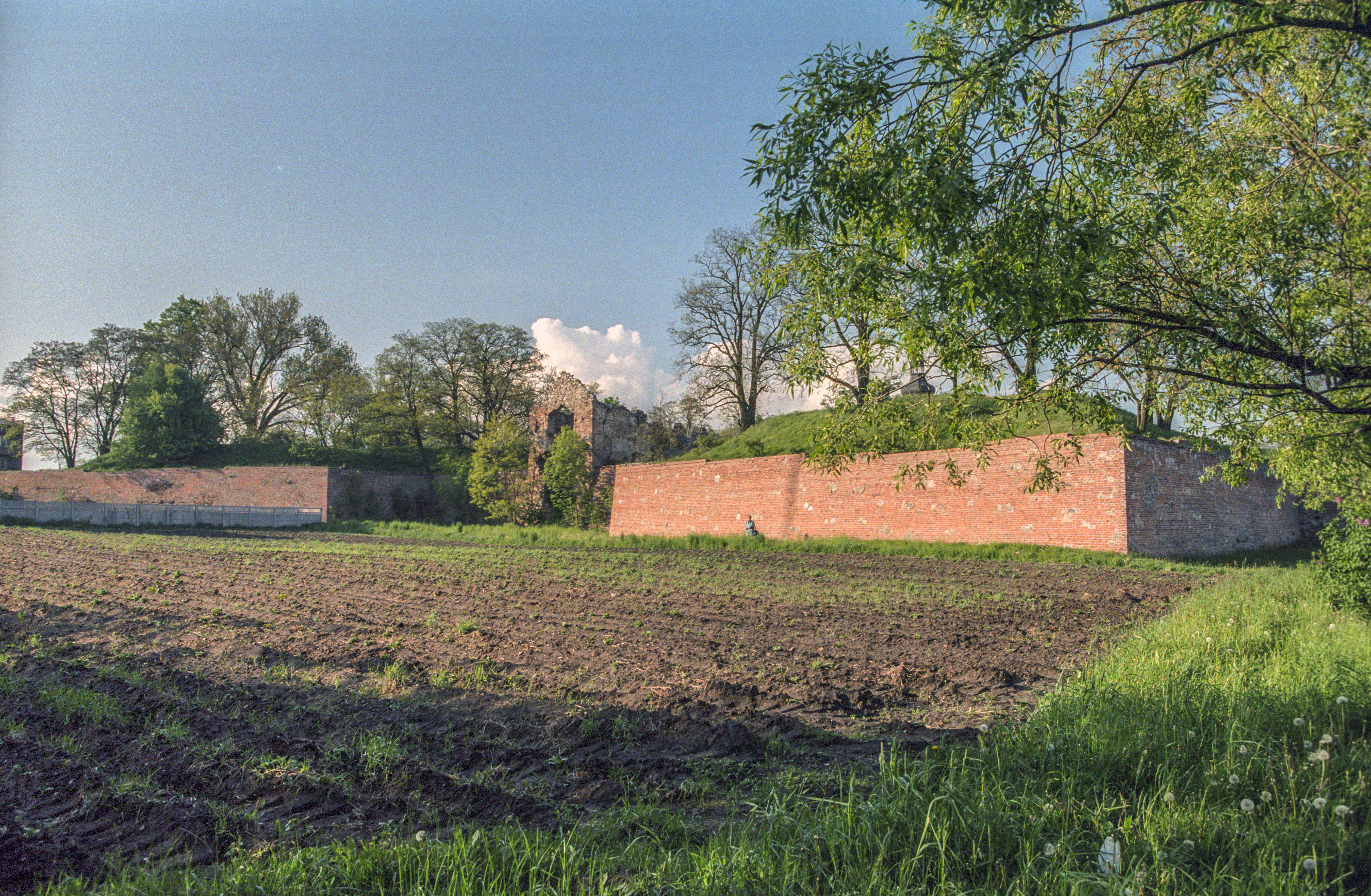
Lâu đài Danków
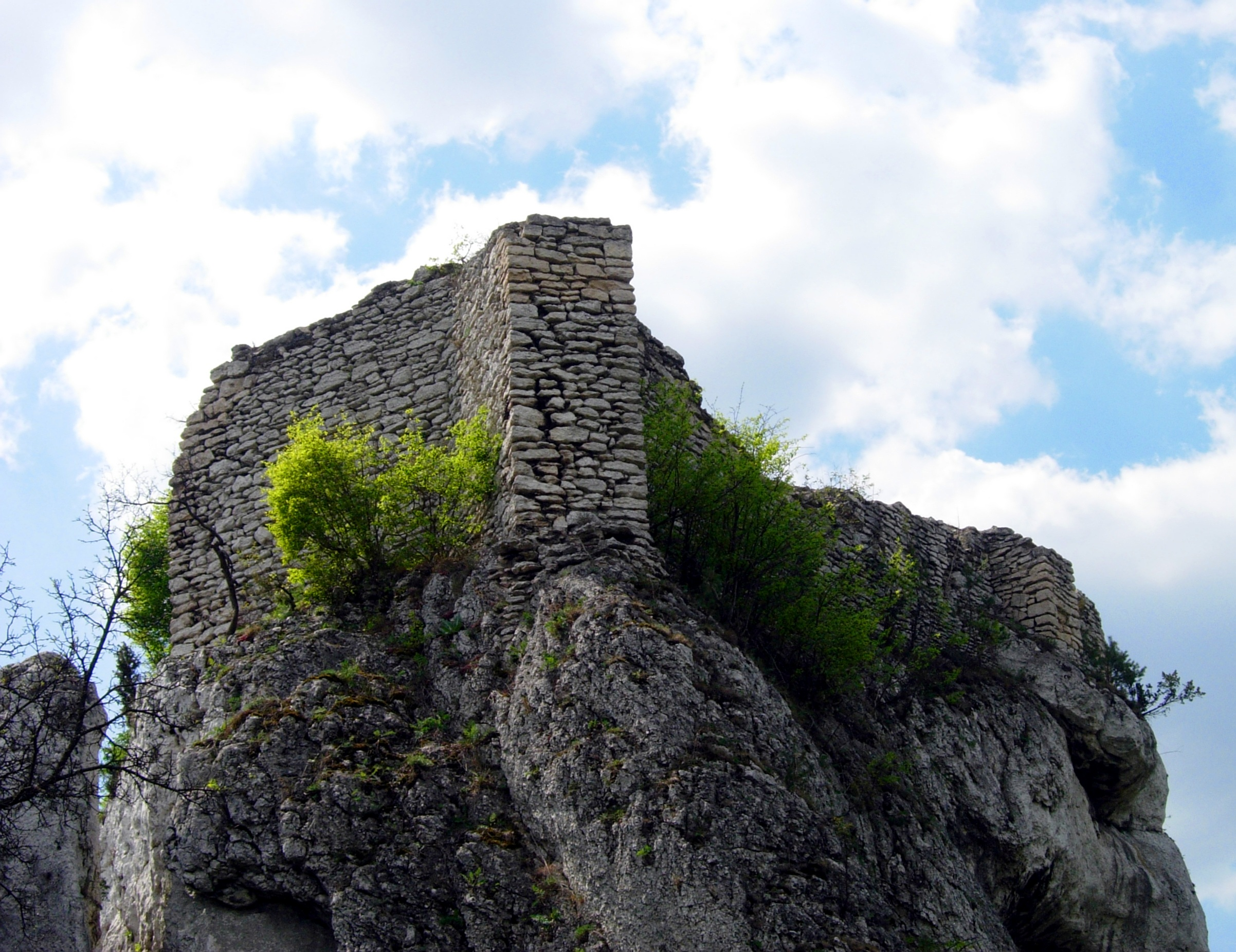
Lâu đài Ryczów
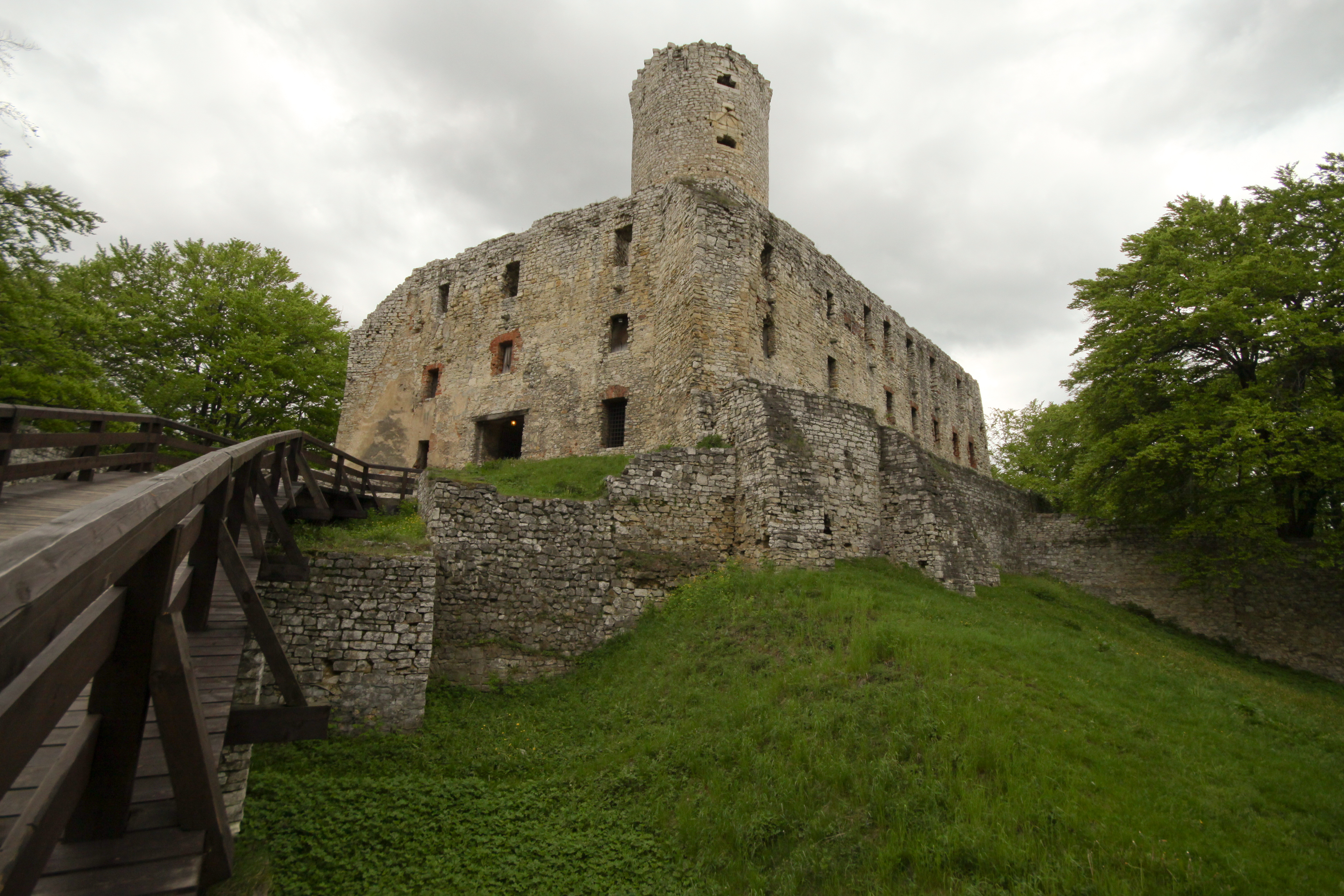
Lâu đài Lipowiec, Babice

Lưu ý: các hình ảnh trên có thể bao gồm các cấu trúc nằm ngay bên ngoài Đường mòn được đánh dấu của Tổ chim đại bàng.